# Krzanowice (Silésie)
Pour les articles homonymes, voir Krzanowice.
Krzanowice est une ville de la voïvodie de Silésie et du powiat de Racibórz. Elle est le siège de la gmina de Krzanowice. Elle s'étend sur 3,19 km2 et comptait 2.149 habitants en 2008.